# Stone Cold Sober
Stone Cold Sober – piąty album studyjny niemieckiego zespołu thrash metalowego Tankard. Wydawnictwo ukazało się 9 czerwca 1992 roku nakładem wytwórni muzycznej Noise Records. Nagrania zostały zarejestrowane w lutym 1992 roku w Musiclab Studio w Berlinie. Na albumie znalazła się pierwsza niemieckojęzyczna piosenka zespołu pt. "Freibier" (dosł. "Darmowe piwo").

## Lista utworów
Opracowano na podstawie materiału źródłowego.
1. "Jurisdiction" - 5:41
2. "Broken Image" - 5:30
3. "Mindwild" - 4:59
4. "Ugly Beauty" - 5:09
5. "Centerfold (The J. Geils Band cover)" - 3:23
6. "Behind the Back" - 4:40
7. "Stone Cold Sober" - 5:53
8. "Blood, Guts & Rock'n'Roll" - 5:33
9. "Lost and Found (Tantrum Part 2)" - 5:30
10. "Sleeping with the Past" - 4:15
11. "Freibier" - 3:29
12. "Of Strange Talking People Under Arabian Skies" - 7:41
13. "Outro" - 0:24

## Twórcy
Opracowano na podstawie materiału źródłowego.

- Andreas "Gerre" Geremia - śpiew
- Frank Thorwarth - gitara basowa
- Axel Katzmann - gitara
- Andy Boulgeropoulos - gitara
- Arnulf Tunn - perkusja
- Karl-u. Walterbach - produkcja wykonawcza
- Harris Johns - produkcja, miksowanie, inżynieria dźwięku
- Torsten Jansen - zdjęcia
- Sebastian Krüger - okładka albumu
- Buffo Schnädelbach - zdjęcia